# Филимонов, Анатолий Афанасьевич

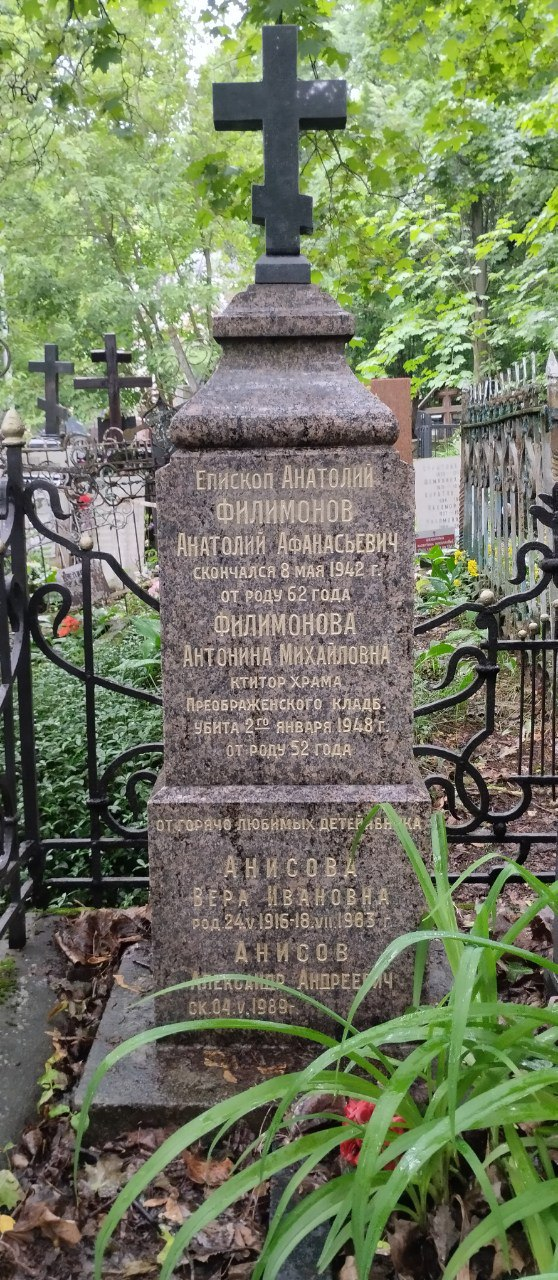
Могила епископа Анатолия (Филимонова)

Анато́лий Афана́сьевич Филимо́нов (1880, Красный Яр, Малмыжский уезд, Вятская губерния — 8 мая 1942, Москва) — один из деятелей обновленческого движения в 1922—1942 годах. Обновленческий архиерей: епископ Коломенский, 1-й викарий Московской митрополии; с октября 1941 года — временно управляющий Московской митрополией (Председатель епархиального управления).

## Биография
Анатолий Филимонов родился в 1880 году в селе Красный Яр Малмыжского уезда Вятской губернии.
В 1904 году окончил Уфимскую духовную семинарию.
В июле 1904 года рукоположен во священника и назначен к церкви села Мушак Елабужского уезда Вятской губернии.
Перешёл в Уфимскую епархию и с 13 июля 1907 года служил в Воскресенской церкви села Воскресенского Стерлитамакского уезда Уфимской губернии.
В 1922 году уклонился в обновленческий раскол. Возвёдён в сан протоиерея. Служил на территории Западно-Сибирской обновленческой митрополии.
С 1930 года служил в Московской обновленческой епархии. В 1938 году был настоятелем Николаевской церкви Преображенского кладбища в Москве.
19 декабря 1940 года возведен в сан протопресвитера.
В связи с возникшей угрозой захвата столицы власти решили эвакуировать глав религиозных объёдинений, в том числе обновленчества. Для управления Московской епархией было решено хиротонисать двух епископов: Анатолия Филимонова во епископа Коломенского и Сергия (Ларина) в епископа Звенигородского.
9 октября 1941 года, будучи в браке, был хиротонисан во епископа Коломенского, 1-го викария Московской митрополии. Хиротонию совершили: Александр Введенский и Виталий (Введенский). При этом он остался служить в своём храме святителя Николая на Преображенском кладбище.
10 октября 1941 года Первоиерарх Московский и всех православных церквей в СССР Виталий (Введенский) ушёл в бессрочный отпуск, передав свой титул Первоиерарха своему заместителю, митрополиту Александру Введенскому. 11 октября 1941 года состоялась хиротония архимандрита Сергия (Ларина) во епископа Звенигородского, 2-го викария Московской митрополии. В хиротонии приняли участие Алесандр (Введенский), Виталий (Введенский) и Анатолий Филимонов.
12 октября 1941 года в Москве было создано Московское епархиальное управление, в состав которого вошли епископ Анатолий Филимонов, епископ Сергий (Ларин) и другие. И епископ Анатолий Филимонов был поставлен временно управлять Московской митрополией, став председателем епархиального управления.
14 октября 1941 года руководители обновленчества, Виталий Введенский и Александр Введенский были эвакуированы в Ульяновск.
8 мая 1942 года скоропостижно скончался на 63-м году жизни. 10 мая был похоронен на Преображенском кладбище в Москве.